# Місяць Андрій Васильович
Андрій Васильович Місяць (1 січня 1977, с. Крогулець, Тернопільська область — 28 лютого 2022, м. Охтирка, Сумська область) — український лікар, організатор охорони здоров'я, громадський активіст, капітан медичної служби Збройних сил України. Лицар ордена Богдана Хмельницького III ступеня (2022, посмертно), кавалер ордена «За мужність» III ступеня (2016), почесний громадянин Тернопільської області (2024, посмертно).

## Життєпис
Андрій Місяць народився 1 січня 1977 року в селі Крогульці, нині Васильковецької громади Чортківського району Тернопільської области України.
Навчався в Крогулецькій середній школі. Закінчив Чортківське медичне училище, Тернопільський медичний університет імені Івана Горбачевського. Працював лікарем Копичинецької виправної колонії, лікарем-наркологом та директором (2018—2021) Гусятинської центральної районної лікарні.
Активний учасник Революції гідності. Пройшов такі гарячі точки як Станиця Луганська, Щастя і Дебальцеве. Служив у медроті 128-ї окремої гірсько-штурмової бригади.
Загинув 28 лютого 2022 року рятуючи життя українських воїнів під час боїв за м. Охтирку на Сумщині.

## Нагороди
- орден Богдана Хмельницького III ступеня (5 травня 2022, посмертно) — за особисту мужність і самовіддані дії, виявлені у захисті державного суверенітету та територіальної цілісності України, вірність військовій присязі[3];
- орден «За мужність» III ступеня (17 червня 2016) — за значний особистий внесок у розвиток вітчизняної системи охорони здоров'я, надання кваліфікованої медичної допомоги та високу професійну майстерність[4];
- почесний громадянин Тернопільської області (2024, посмертно)[5];
- медалі «Учасник АТО», «За жертовність і любов до України», «Знання, серце, душу — людям»;
- нагрудний знак «Дебальцеве-2015».